# Salinella
Salinella is het enige geslacht van de familie Salinellidae en bestaat zelf ook maar uit één soort, de Salinella salve. De Salinella salve is een soort die alleen door Johannes Frenzel in 1892 is gezien. Sindsdien heeft niemand deze diertjes ooit gevonden en daardoor wordt het bestaan van de soort door velen in twijfel gebracht.

## Taxonomie
- Stam: Monoblastozoa
  -  Familie: Salinellidae
    -  Geslacht: Salinella
      -  Soort: Salinella salve